# متحف الفنون الجميلة في ليون
متحف الفنون الجميلة في ليون هو متحف يقع في مدينة ليون تأسس عام 1801 ويعتبر أحد أكبر المتاحف الفنية في فرنسا.